# Lake Ohia
Lake Ohia ist eine kleine Siedlung im Far North District der Region Northland auf der Nordinsel von Neuseeland.

## Namensherkunft
Die Siedlung wurde nach dem nördlich gelegenen See Lake Ohia benannt.

## Geographie
Lake Ohia befindet sich rund 12 km nordöstlich von Awanui, zwischen Kaingaroa im Südwesten und Aurere im Osten, am New Zealand State Highway 10 liegend. Wenige Kilometer nordwestlich befindet sich der Naturhafen Ranghaunu Harbour und rund 5 km nordöstlich die Doubtless Bay.

## See
Der gleichnamige See wurde Anfang des 20. Jahrhunderts wegen der darunter liegenden bedeutenden Kauriharz-Vorkommen von Gumdiggern trockengelegt. Im ehemaligen Seebett sind noch heute Reste vom Kauribäumen und Anzeichen der Grabungen nach dem fossilen Kauriharz sehen. Der See führt nur noch etwa zwei Monate im Jahr Wasser und ist heute ein Feuchtgebiet.